# Aphelinus asychis
Aphelinus asychis je vrsta parazitske osice, ki je domorodna v Evraziji, v Severno Ameriko pa je bila vnešena za biološki nadzor škodljivcev, saj njene ličinke zajedajo rusko pšenično uš.
Zadnje raziskave so pokazale, da vrsta ni monofiletska, zaradi česar bo treba njeno taksonomijo in filogenetiko ponovno preučiti.